# Chełmica (przystanek kolejowy)
Chełmica – zamknięty przystanek kolejowy w Chełmicy na linii kolejowej nr 365 Stary Raduszec – Bad Muskau, w powiecie żarskim, w województwie lubuskim, w Polsce.